# Chiesa di San Giovanni Battista (Jesi)
La chiesa di San Giovanni Battista, più comunemente detta San Filippo, è un edificio religioso di Jesi, nelle Marche. Sorge lungo l'arteria principale cittadina, corso Matteotti, e costituisce una delle più importanti chiese in stile barocco della regione.

## Storia e descrizione

### Origini
Di origine antichissima, sorgeva fuori delle mura di Jesi. Compare per la prima volta nei documenti nel 1221 in un Praeceptum di Federico II redatto a favore del Monastero di Fonte Avellana.
Nel XVI secolo venne officiata dai Frati Apostolici del Terz'Ordine agostiniano, che la ricostruirono dalle fondamenta intorno al 1590. Si presentava a navata unica, coperta da capriate, con quattro altari laterali posti solo sul lato sinistro. Quando gli apostoliti furono costretti a lasciare la chiesa nel 1652, questa venne affidata nel 1659, per volere del cardinale Alderano Cybo-Malaspina allora vescovo di Jesi, ai frati Filippini, già presenti in città e dove la loro importanza era notevolmente in crescita.

### La ricostruzione barocco-filippina

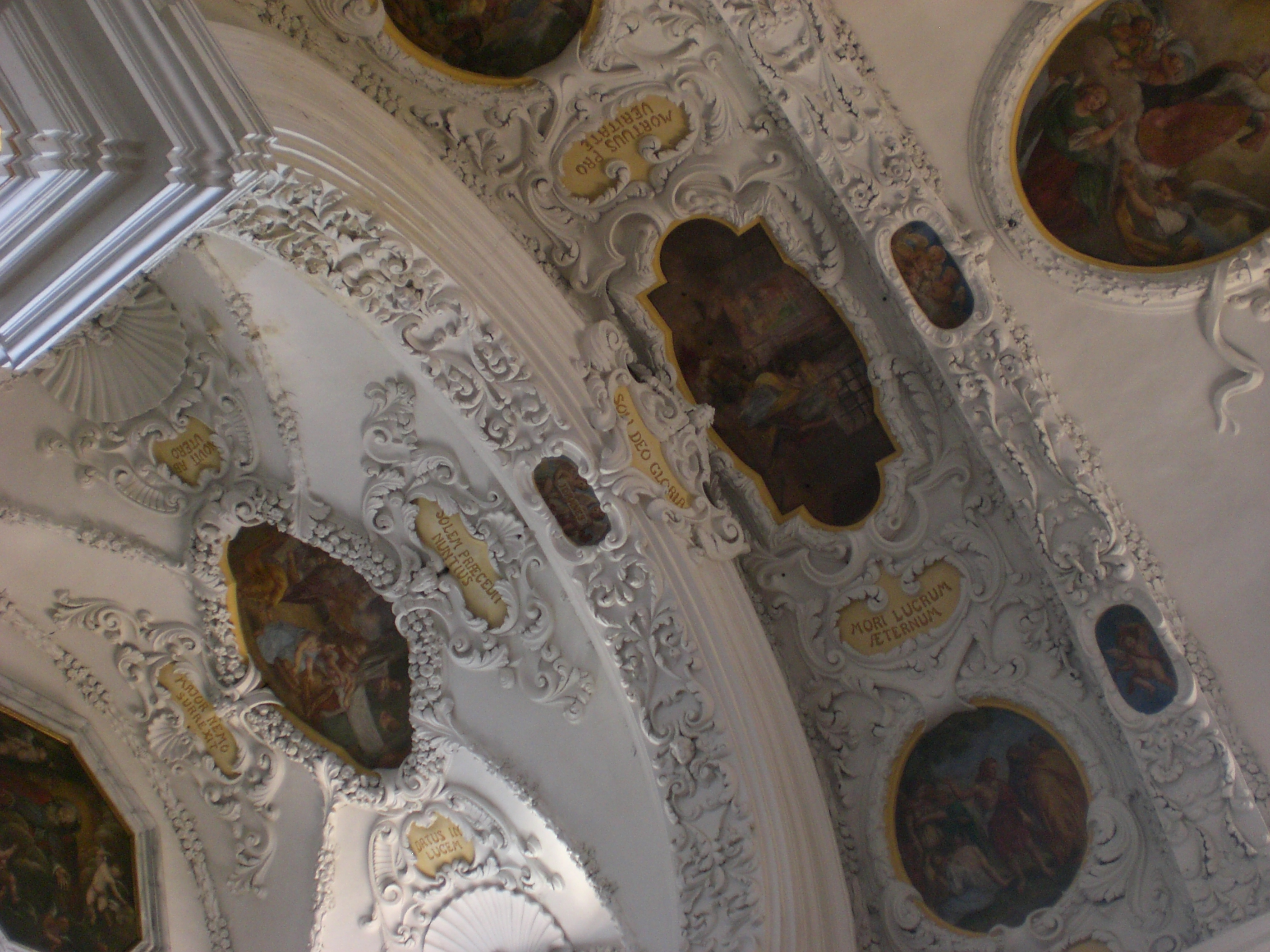
la volta a stucchi

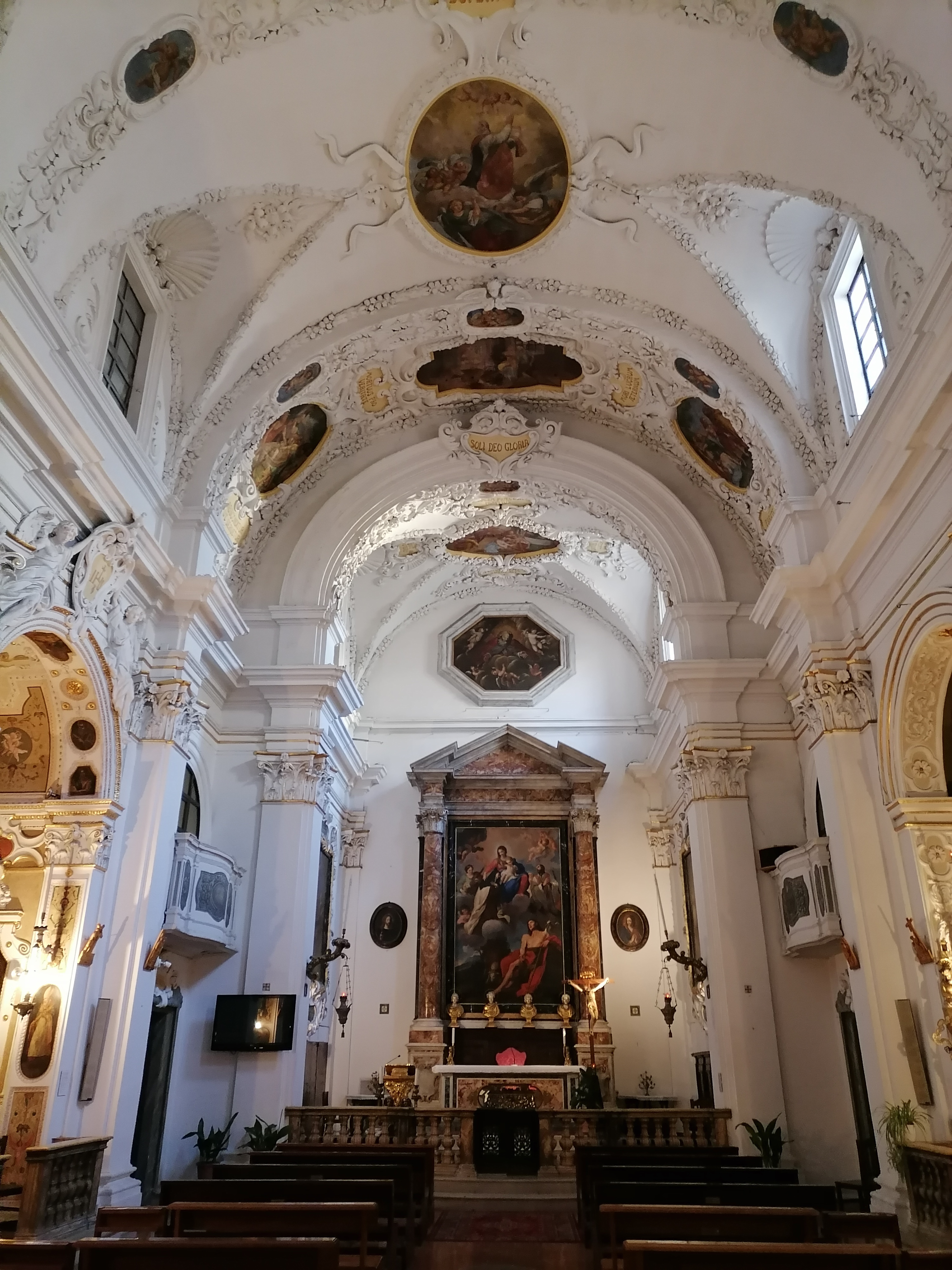
Veduta dell'interno.

L'edificio venne interamente rifatto dai frati Filippini, che furono anche i primi, e forse gli unici, a introdurre e promuovere il barocco nelle Marche. Infatti gli edifici da loro eretti seguivano un'architettura lineare e classicheggiante, con esuberante decorazione di ascendenza berniniana, senza tuttavia mostrare la forza dirompente di quella romana. L'edificio jesino, presenta una ricca decorazione, ma conserva anche un certo senso di sobrietà funzionale ad una spiritualità contemplativa, che avrà esiti ritenuti non proprio ortodossi con l'accusa di quietismo che colpirà proprio il Cardinale Pier Matteo Petrucci, segretario del cardinal Cybo e nuovo vescovo di Jesi dal 1671. 
La nuova chiesa, sempre a navata unica, viene dotata di tre cappelle per lato e di una copertura a volta a botte lunettata.
La prima cappella ad essere sistemata fu quella di San Filippo Neri, opera del 1666 dello stuccatore durantino Tommaso Amantini; i lavori successivi di stuccatura della volta e delle altre cappelle furono affidate al disegno dell'architetto Flaminio Mannelli da Arcevia, in seguito al licenziamento del primo per eccessive pretese finanziarie, e realizzate da Simone Andreani da Monte San Vito.
Sulla volta si incastonano cinque specchiature, due raffigurano episodi della Vita di San Filippo Neri e le altre quelli della Vita di San Giovanni Battista. L'Eucaristia di San Filippo, e la Gloria di San Filippo furono affrescate dal frate filippino Arcangelo Aquilini; mentre la Nascita di San Giovanni, San Giovanni invita i suoi discepoli a seguire Gesù e il Battesimo di Gesù, sono opera dello pesino Antonio Massi.
Nel 1671, con l'elezione a nuovo vescovo cittadino del cardinal Petrucci, iscritto all'Ordine filippino, si affidò il completamento della cappella del Crocifisso a Giuseppe da Monte San Vito, che vi realizza una tela e un Paliotto. Negli anni successivi il Cardinal Cybo, eletto segretario di Stato di papa Innocenzo XI nel 1676, farà arrivare da Roma il marmo per l'altar maggiore, e poi la pala, un dipinto di Giovanni Peruzzini, discepolo di Simone Cantarini, raffigurante la Madonna in Gloria col Bambino e i Santi Agnese, Teresa d'Avila, Francesco Saverio e Giovanni Battista. Dipinta a olio nel 1687, venne collocata sull'altar maggiore nel 1688.
Nel 1678 l'architetto Mannelli terminò la facciata in cotto della chiesa, sulla quale venne ricollocò il portale  e il bassorilievo in pietra del Battesimo di Gesù, risalenti al 1596, già della chiesa apostolica. L'edificio venne consacrato ufficialmente il 13 giugno 1694 dal cardinal Petrucci.
I filippini vennero allontanati nel 1798, e la chiesa passò al seminario che la tenne fino al 1820 circa.
Nel 1798 la chiesa venne elevata a parrocchia con la chiusura al culto, per motivi igienici, della poco lontana chiesa di San Nicolò. Allora si provvide a recuperare i pochi affreschi trecenteschi rimasti a San Nicolò. Si staccò un prezioso affresco del 1333 attribuito a Pietro da Rimini, l’Icona del Sangue Giusto, assai rara raffigurazione iconografica, che venne trasportato nella "nuova" parrocchiale.  Intorno al 1830, don Angelo Rastelli, chiamato ad officiare la parrocchia, trasforma la cappella della famiglia Ricci, dedicata a santa Margherita, sostituendo i quadri che vi erano collocati con l'Icona del Sangue Giusto.
Nel 1887 venne aggiunto l'organo in controfacciata, opera del torinese Carlo Vegezzi-Bossi.

## Galleria d'immagini

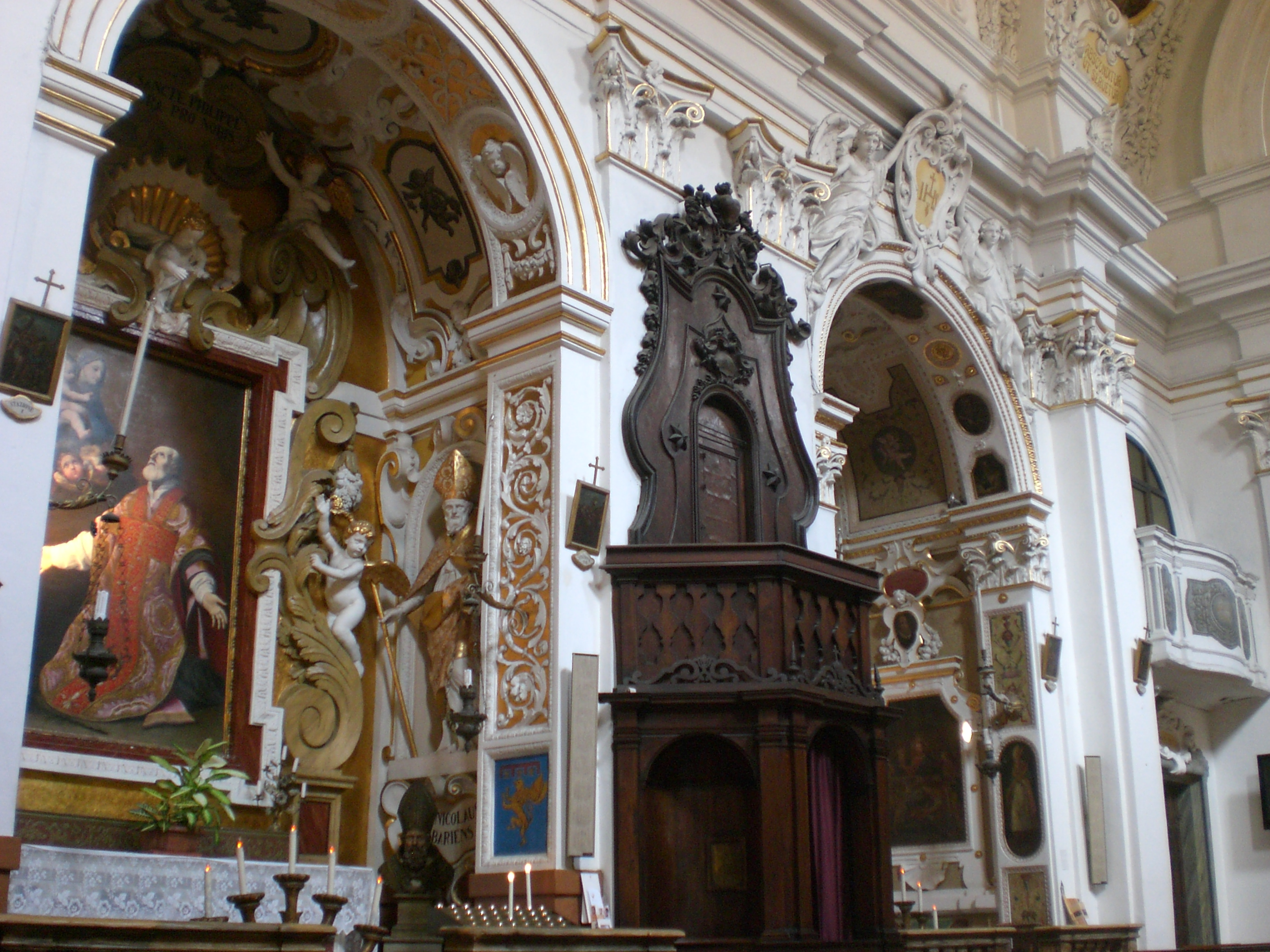
le sontuose cappelle laterali
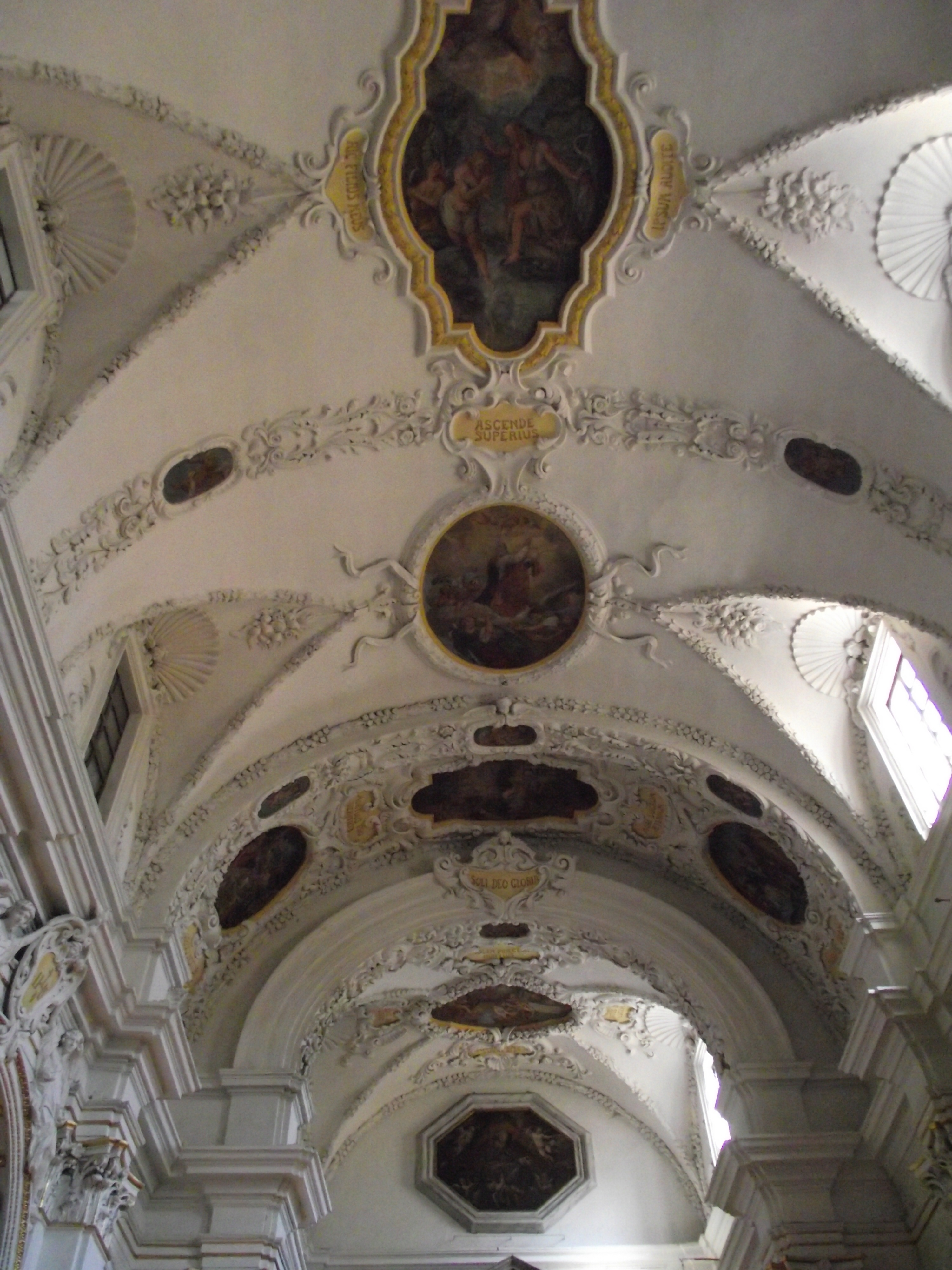
la volta a botte lunettata
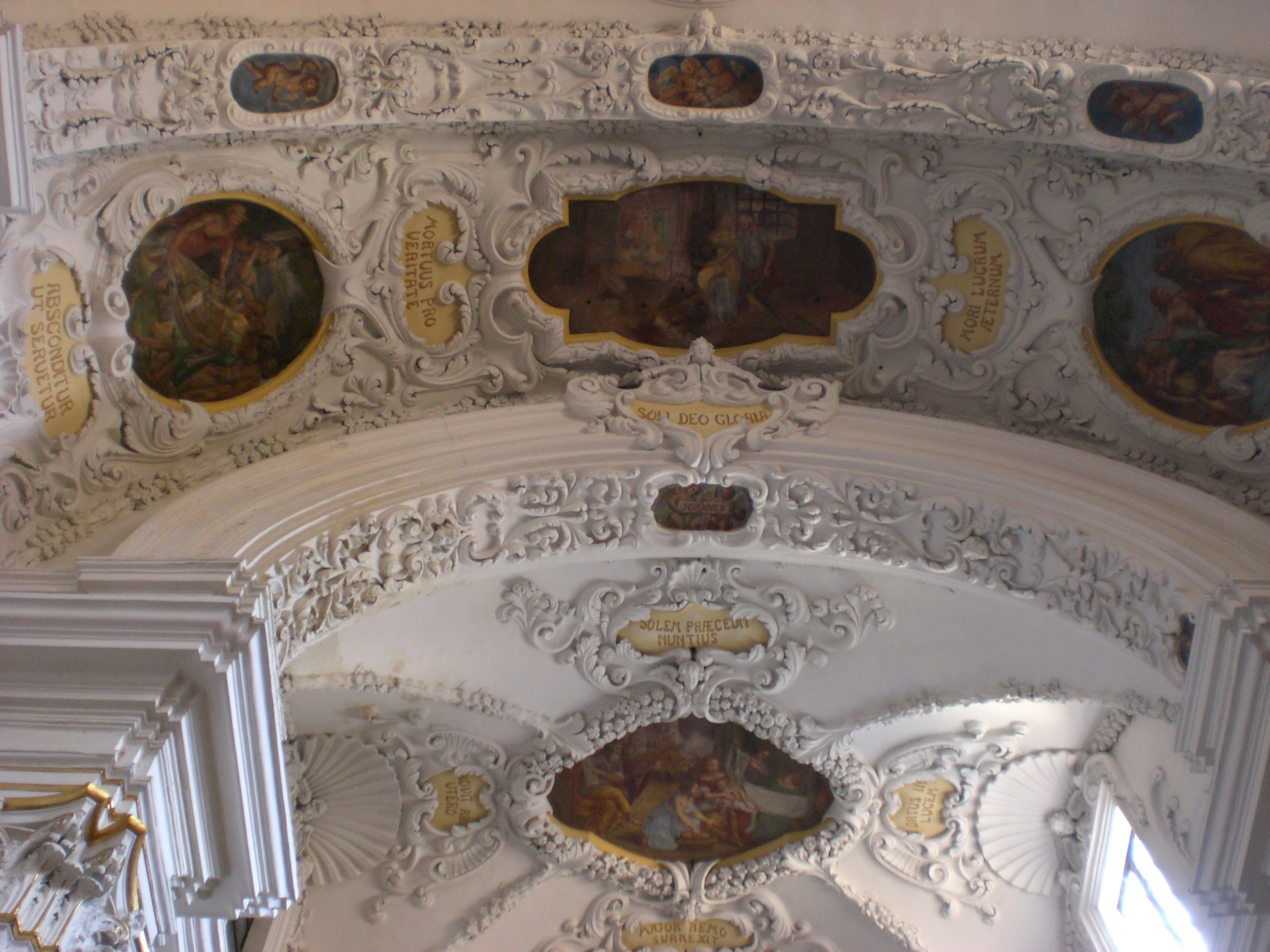
gli stucchi delle volte
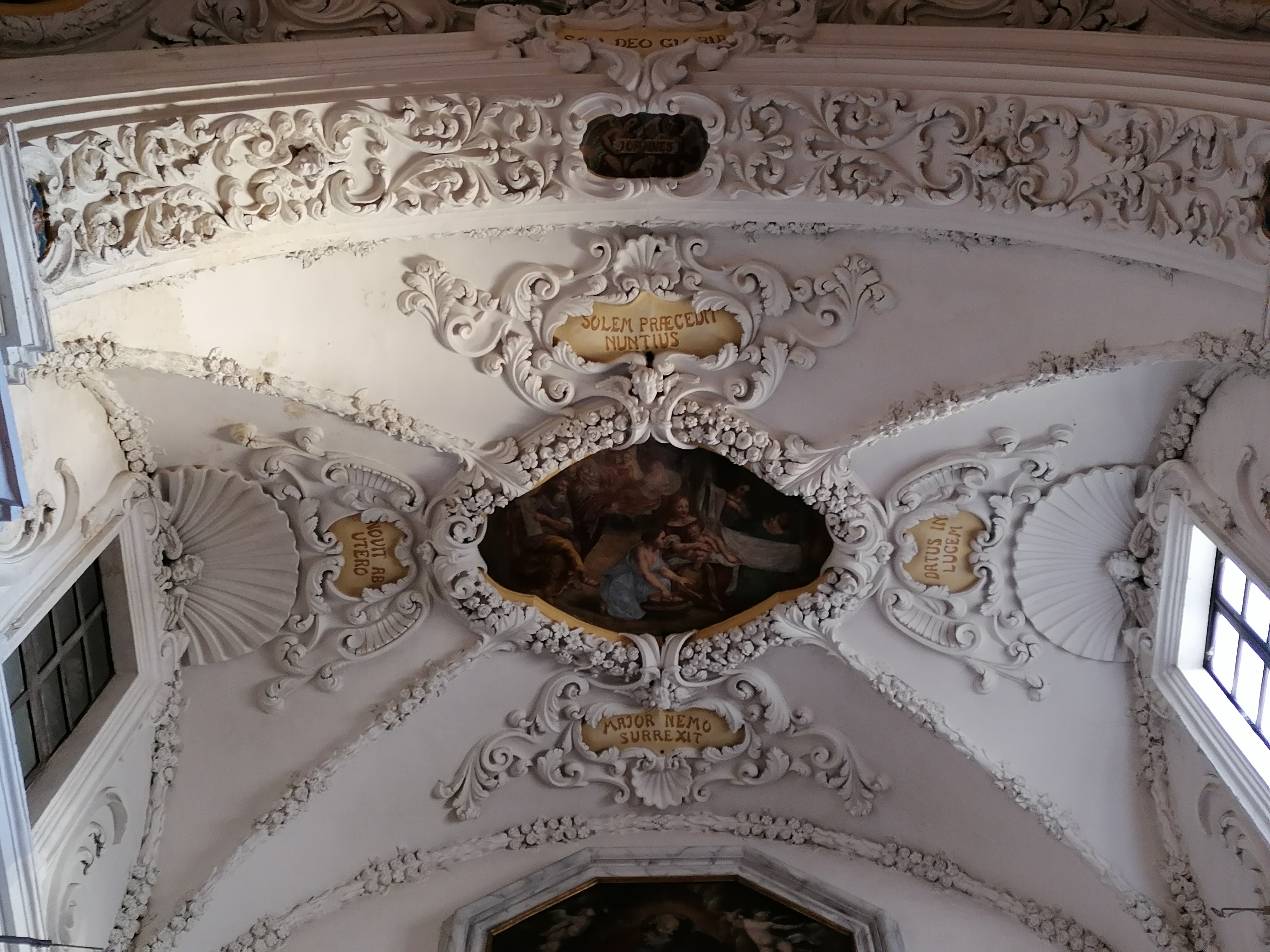
gli stucchi delle volte
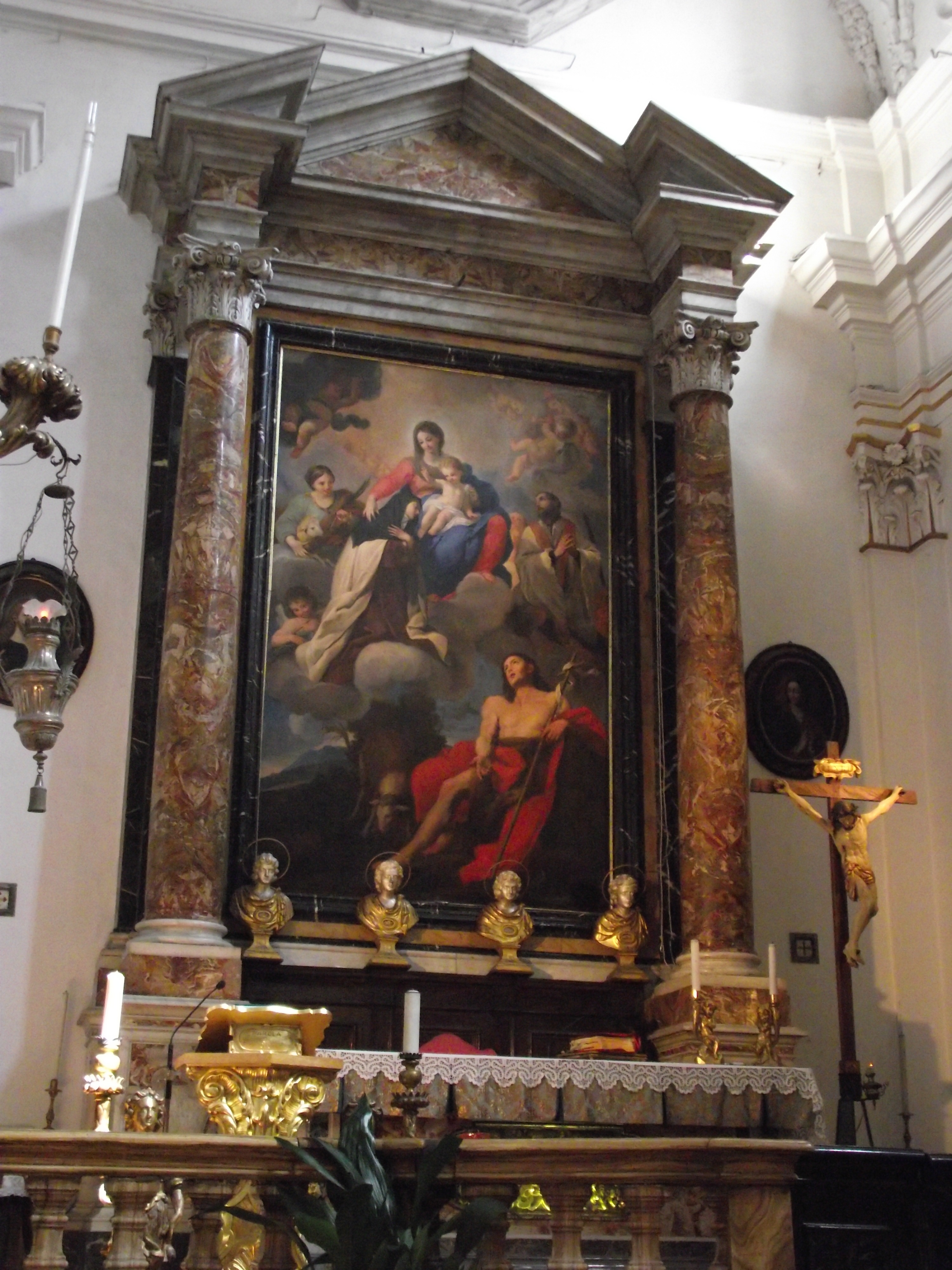
l'altar maggiore
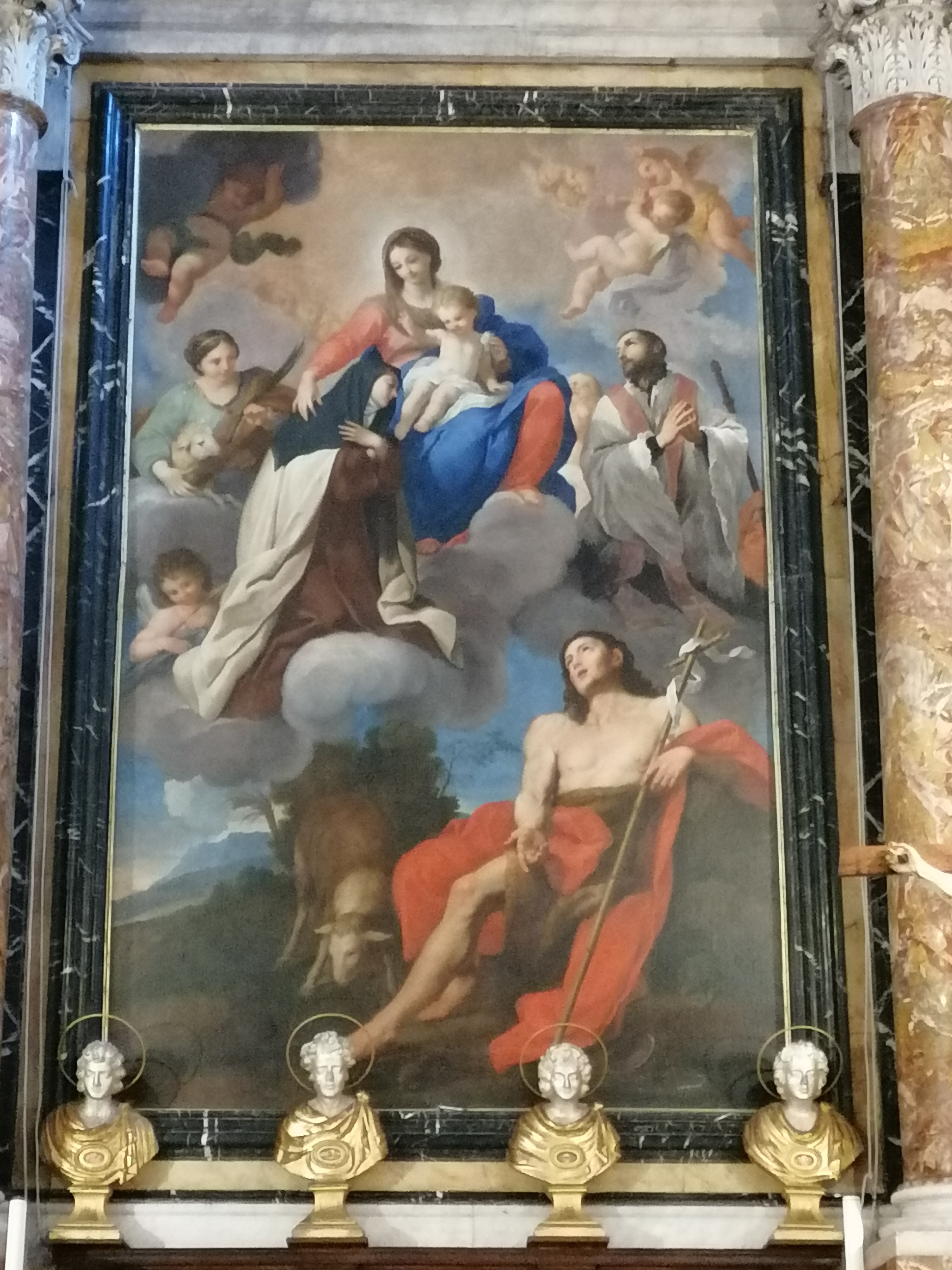
la pala con laMadonna in Gloria e Santi
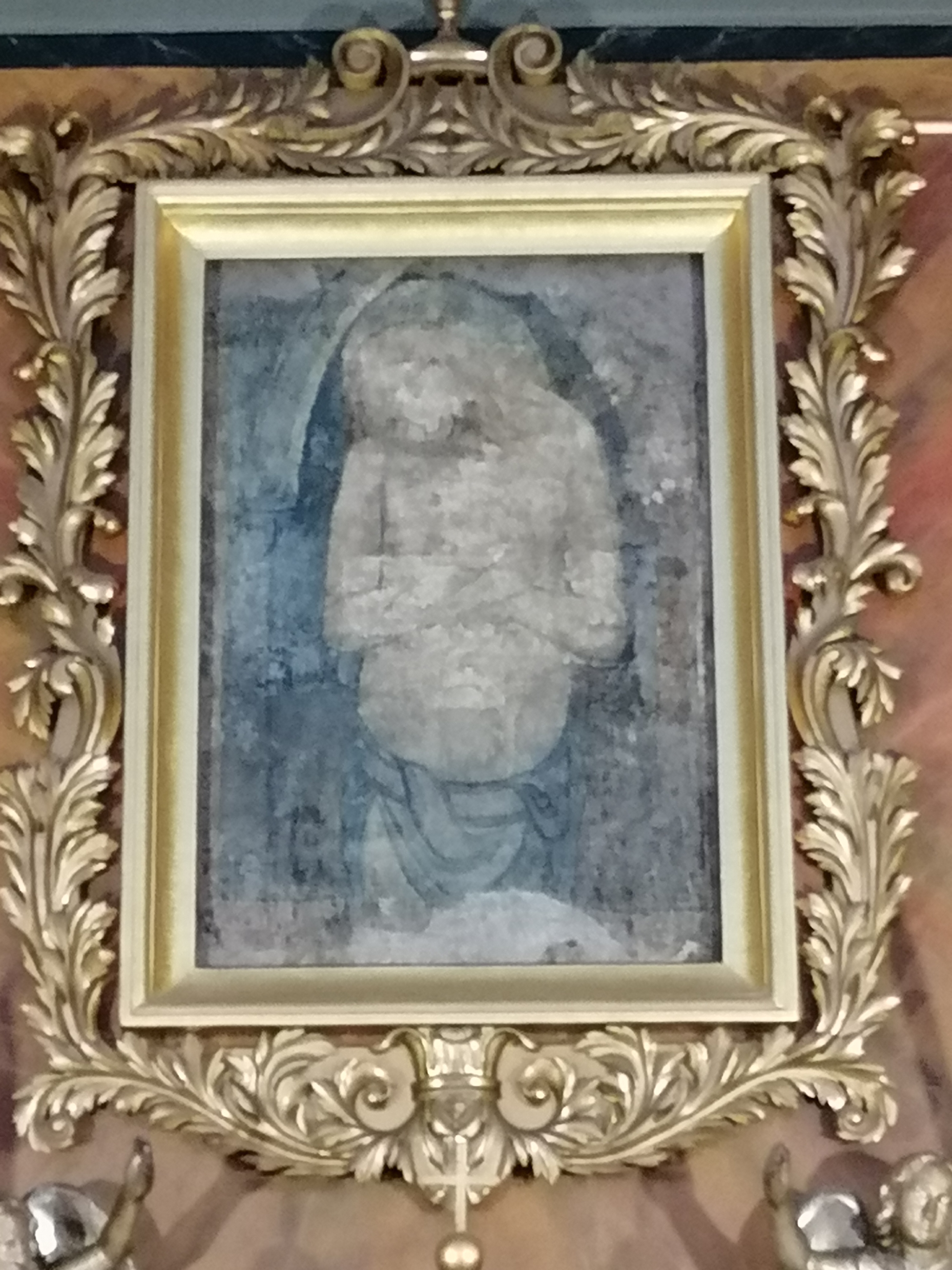
L'affresco del Sangue Giusto